# Galiani Verlag
Galiani Berlin ist ein in Berlin ansässiger Literaturverlag und Imprint von Kiepenheuer & Witsch.

## Geschichte
Galiani Berlin wurde im Januar 2009 von den langjährigen Lektoren des Eichborn Verlags Wolfgang Hörner und Esther Kormann gegründet. Das Unternehmen wurde von Kiepenheuer & Witsch finanziert.
Das Verlagsprogramm besteht vor allem aus deutschsprachiger Gegenwartsliteratur sowie kulturhistorischen und erzählenden Sachbüchern und Klassikern der Weltliteratur. Im September 2009 kamen die ersten sieben Titel des Verlags in den Handel. Namenspatron des Verlages ist der italienische Schriftsteller Ferdinando Galiani (1728–1787).
Zu den Autoren des Verlages zählen u. a.: Christian Adam, Larissa Boehning, Irena Brežná, Christopher Brookmyre, Bernd Brunner, Georg Brunold, Karen Duve, Jakob Hein, Bruno Preisendörfer, Sven Regener, Frank Schulz, Alain Claude Sulzer, Jan Costin Wagner und Hanns Zischler.
Zu den neu übersetzten Werken, die bei Galiani erschienen sind, gehören u. a. Romane von Michail Afanassjewitsch Bulgakow, Daniil Charms, Laurence Sterne und Lukrez.